# 小行星9155
小行星9155（英語：9155 Verkhodanov）是一颗围绕太阳公转的小行星。1982年9月18日，尼古拉·切爾尼赫在纳昂切尼奇发现了此天体。
这颗小行星的绝对星等为283.1177352230777等。